# Convergencia Democrática (Perú)
La Convergencia Democrática fue una coalición política peruana conformada por el Partido Popular Cristiano y el Movimiento de Bases Hayistas. Dicha alianza tuvo como candidato presidencial al líder del PPC y ex alcalde de Lima Luis Bedoya Reyes para las elecciones generales de 1985.

## Historia
Ante la llegada de las elecciones generales de 1985 convocadas por el presidente Fernando Belaúnde Terry, los militantes del partido Movimiento de Bases Hayistas crean un acuerdo con el Partido Popular Cristiano para formar una alianza electoral llamada «Convergencia Democrática», llevando a Luis Bedoya Reyes como candidato a la presidencia, a Andrés Townsend como candidato a la primera vicepresidencia y a Esteban Rocca a la segunda vicepresidencia.
| Candidatos        | Candidatos          | Candidatos          |
| Presidencia       | 1.º Vicepresidencia | 2.º Vicepresidencia |
| ----------------- | ------------------- | ------------------- |
| Luis Bedoya Reyes | Andrés Townsend     | Esteban Rocca       |

La Alianza quedó en tercer lugar con el 11.89 % de votos, muy detrás del candidato Alan García del Partido Aprista Peruano, quien obtuvo el 49.5% de votos, dándolo como ganador; Alfonso Barrantes de la Izquierda Unida, quien obtuvo el 27% de votos y llegando a superar al candidato oficialista del gobierno Javier Alva Orlandini de Acción Popular que obtuvo el 7% de votos. Sin embargo, a pesar de los resultados, Barrantes renunció a su candidatura para no ir a una  segunda vuelta debido a la gran cantidad de votos que llevó Alan García.[cita requerida]
En las elecciones parlamentarias, la alianza obtuvo 7 senadores y 12 diputados (4 senadores y 9 diputados del Partido Popular Cristiano, 1 senador y 2 diputados del Movimiento de Bases Hayistas y 2 senadores y 1 diputado independientes) para el periodo 1985-1990. 
| Región         | Nombre                             | Número de votos | Partido político             |
| -------------- | ---------------------------------- | --------------- | ---------------------------- |
| Distrito Único | Felipe Enrique Osterling Parodi    | 121,914         | Partido Popular Cristiano    |
| Distrito Único | Andrés Townsend Ezcurra            | 106,468         | Movimiento de Bases Hayistas |
| Distrito Único | Enrique Chirinos Soto              | 47,967          | Independiente                |
| Distrito Único | Esteban Daniel Rocca Costa         | 47,894          | Independiente                |
| Distrito Único | Ernesto Fausto Juan Lanata Piaggio | 34,173          | Partido Popular Cristiano    |
| Distrito Único | José Alberto Navarro Grau          | 22,779          | Partido Popular Cristiano    |
| Distrito Único | Mario Polar Ugarteche              | 17,760          | Partido Popular Cristiano    |

| Región          | Nombre                                | Número de votos | Partido político             |
| --------------- | ------------------------------------- | --------------- | ---------------------------- |
| Arequipa        | José Fermín Jiménez Mostajo           | 5,485           | Partido Popular Cristiano    |
| Callao          | Héctor Raúl Marisca Villarán          | 7,339           | Independiente                |
| Ica             | César Ricardo Larrabure Gálvez        | 6,088           | Movimiento de Bases Hayistas |
| Junín           | José Aurelio Navarro Rodríguez        | 4,371           | Partido Popular Cristiano    |
| Lima            | Francisco Ernesto Diez-Canseco Távara | 86,886          | Movimiento de Bases Hayistas |
| Lima            | Enrique Elías Laroza                  | 40,985          | Partido Popular Cristiano    |
| Lima            | Roberto Ramírez del Villar Beaumont   | 33,811          | Partido Popular Cristiano    |
| Lima            | Alberto Alfonso Borea Odría           | 26,002          | Partido Popular Cristiano    |
| Lima            | Javier Alfonso Bedoya de Vivanco      | 20,073          | Partido Popular Cristiano    |
| Lima            | Celso Américo Sotomarino Chávez       | 18,298          | Partido Popular Cristiano    |
| Lima            | Luis Fernando Olivera Vega            | 5,048           | Partido Popular Cristiano    |
| Lima Provincias | José Emilio Pinasco Elguera           | 3,909           | Partido Popular Cristiano    |

## Resultados electorales

### Elecciones presidenciales
| Año  | Fórmula presidencial | Fórmula presidencial | Fórmula presidencial | Fórmula presidencial    | Votos   | %                | Resultado | Notas |
| Año  | Presidente           | Presidente           | Vicepresidentes      | Vicepresidentes         | Votos   | %                | Resultado | Notas |
| ---- | -------------------- | -------------------- | -------------------- | ----------------------- | ------- | ---------------- | --------- | ----- |
| 1985 |                      | Luis Bedoya Reyes    | 1.º                  | Andrés Townsend Ezcurra | 773 705 | \| \| 11.89 % \| | 3.º       |       |
| 1985 | 2.º                  | Luis Bedoya Reyes    | Esteban Rocca Costa  |                         | 773 705 | \| \| 11.89 % \| | 3.º       |       |
|      | 11.89 %              |                      |                      |                         |         |                  |           |       |

### Elecciones parlamentarias
|  | 11.18 % |

|  | 11.08 % |